# 祖谷川
祖谷川（いやがわ）は、徳島県を流れる吉野川水系の一級河川である。

## 地理・概要
剣山（標高1,955m）に水源があり、三好市を経て大歩危峡の北端で吉野川に注ぐ。源流の剣山は剣山国定公園となっており、流域には龍宮崖公園や祖谷渓、かずら橋等の観光スポットが存在する。
祖谷川には名頃ダムと三縄ダムの2つのダムがあり、支流の松尾川には松尾川ダム、若宮谷川には若宮谷ダムがある。

## 支流

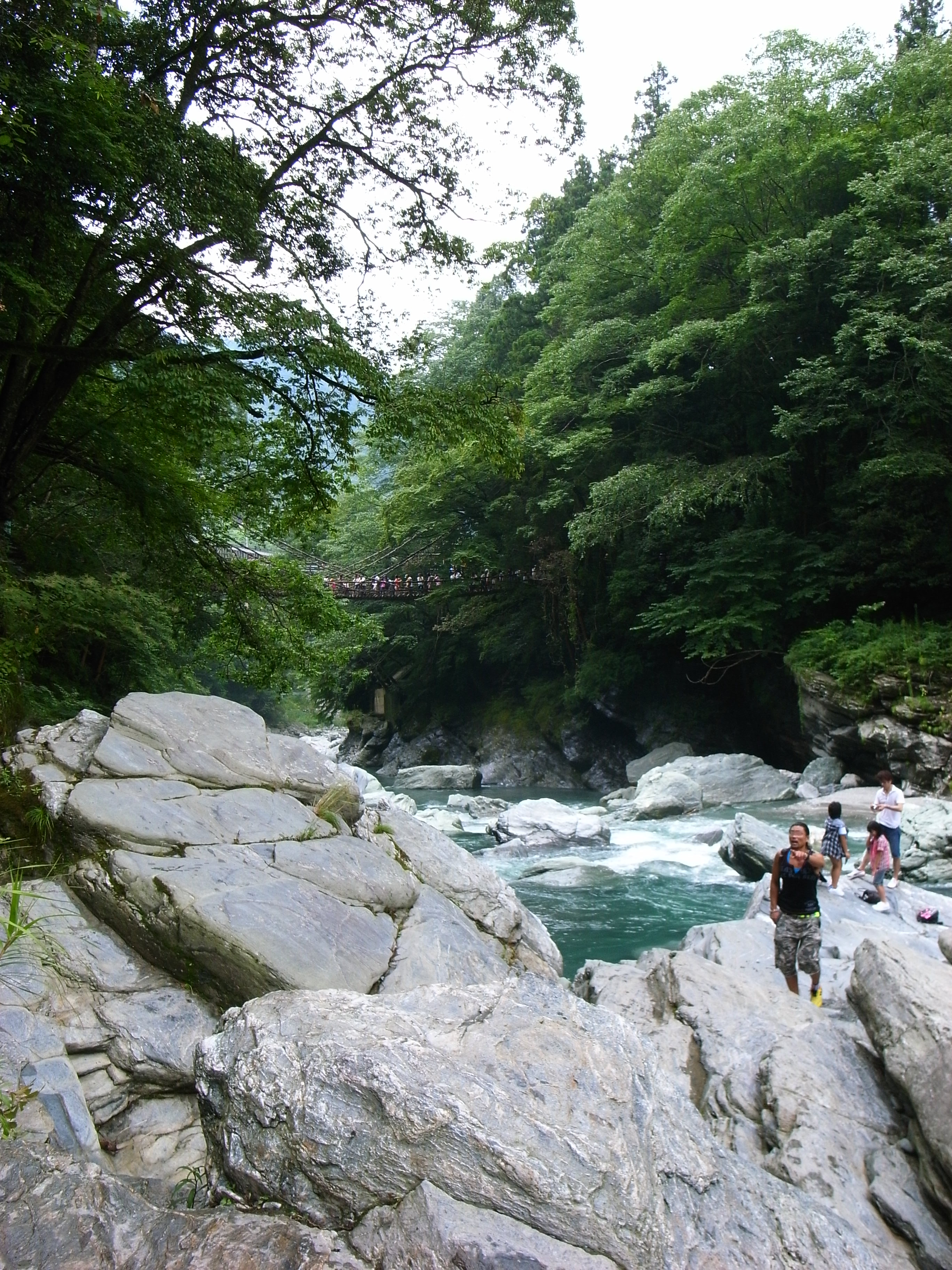
祖谷渓にて

- 小島谷川
- 和田谷川
- かいきあれ谷川
- 久保谷川
- 第一西山谷川
- 落合谷川
- なべら谷川
- 眼谷川
- 大宮谷川
- 松尾川
- 若宮谷川

## 主な橋梁
- 秘境祖谷大橋（西祖谷山村）
- かずら橋（西祖谷山村）
- 奥祖谷二重かずら橋（東祖谷山村）
- 祖谷口橋（三好市）

## 自然景勝地
- 祖谷渓
- 剣山国定公園
- 剣山御神水 - 剣山にある源流。

## 利水施設
- 名頃ダム
- 三縄ダム
- 松尾川ダム（松尾川）
- 若宮谷ダム（若宮谷川）

## 流域の自治体
徳島県
三好市